# Rami Malek
Rami Said Malek (in arabo egiziano رامي سعيد مالك; Torrance, 12 maggio 1981) è un attore statunitense.
Il suo debutto cinematografico avviene nel 2006 con l'interpretazione del faraone Ahkmenrah nella celebre commedia Una notte al museo al fianco di Ben Stiller, ruolo che ha ripreso nei seguiti Una notte al museo 2 - La fuga (2009) e Notte al museo - Il segreto del faraone (2014). Nel 2015 è diventato noto per la sua interpretazione dell'hacker Elliot Alderson nella pluripremiata serie televisiva Mr. Robot, che gli è valso un Premio Emmy.
Nel 2019 ha ricevuto il plauso della critica interpretando Freddie Mercury nel film biografico Bohemian Rhapsody per il quale si è aggiudicato un Oscar, un Golden Globe, un Premio BAFTA, uno Screen Actors Guild Award e un Satellite Award nella sezione miglior attore protagonista. Nello stesso anno la rivista Time inserisce Malek tra le 100 persone più influenti del 2019.

## Biografia
Nato vicino a Los Angeles, di origini egiziane, ha un fratello gemello, Sami, e una sorella maggiore, Yasmine, e ha conseguito il suo Bachelor of Fine Arts (BFA) all'Università di Evansville.
Malek ha interpretato Kenny nella sitcom della Fox The War at Home. È apparso anche in un episodio di Medium, un episodio di Una mamma per amica e due episodi di Over There. Ha interpretato il faraone Ahkmenrah nella commedia del 2006 Una notte al museo e nei seguiti Una notte al museo 2 - La fuga e Notte al museo - Il segreto del faraone. Ha prestato anche la voce ad alcuni personaggi secondari in Halo 2, ma il suo nome non è apparso nei crediti.
Successivamente ha interpretato il caporale Merriell "Snafu" Shelton nella miniserie del 2010 The Pacific, targata HBO e co-prodotta da Steven Spielberg e Tom Hanks. Nella primavera del 2007 è apparso anche in Vitality Productions, presentazione teatrale de The Credeaux Canvas, di Keith Bunin. È apparso anche nell'ottava stagione di 24 interpretando il bombarolo suicida Marcos Al-Zacar. Nel marzo 2010 Malek è stato chiamato a far parte del cast di L'amore all'improvviso - Larry Crowne, secondo film scritto e diretto da Tom Hanks. È stato anche scritturato per la parte di Benjamin nell'ultimo episodio della saga di Twilight: The Twilight Saga: Breaking Dawn - Parte 2. Nel 2012 ha avuto un piccolo ruolo nel film Battleship.
Nel 2015 ha prestato volto e voce per il personaggio di Josh del videogioco survival horror Until Dawn. Sempre a partire dallo stesso anno interpreta il protagonista della serie statunitense Mr. Robot, Elliot, ruolo per il quale ottiene nel 2016 il premio Emmy per il migliore attore protagonista e una nomination al premio Golden Globe. Nel 2017 è stato scritturato per interpretare Freddie Mercury, frontman del gruppo rock britannico Queen, nel biopic Bohemian Rhapsody, interpretazione che gli ha fruttato un Golden Globe come migliore attore protagonista, nonché la nomination e la vittoria per lo stesso ruolo ai BAFTA, ai SAG e agli Oscar. Nel 2021, ha ottenuto il ruolo del dottor Lyutsifer Safin, uno spietato e vendicativo bioterrorista e il cattivo principale nel venticinquesimo e ultimo film di James Bond, No Time to Die, diretto da Cary Fukunaga.

## Vita privata
Ad agosto 2023 ha concluso una relazione iniziata nel 2018 con l'attrice Lucy Boynton, conosciuta sul set di Bohemian Rhapsody. Dopo pochi giorni dalla rottura con Lucy ha iniziato a frequentare la collega Emma Corrin.

## Filmografia

### Attore

#### Cinema
- Una notte al museo (Night at the Museum), regia di Shawn Levy (2006)
- Una notte al museo 2 - La fuga (Night at the Museum: Battle of the Smithsonian), regia di Shawn Levy (2009)
- L'amore all'improvviso - Larry Crowne (Larry Crowne), regia di Tom Hanks (2011)
- Battleship, regia di Peter Berg (2012)
- The Master, regia di Paul Thomas Anderson (2012)
- The Twilight Saga: Breaking Dawn - Parte 2 (The Twilight Saga: Breaking Dawn - Part 2), regia di Bill Condon (2012)
- Senza santi in paradiso (Ain't Them Bodies Saints), regia di David Lowery (2013)
- Oldboy, regia di Spike Lee (2013)
- Short Term 12, regia di Destin Cretton (2013)
- Need for Speed, regia di Scott Waugh (2014)
- Il sangue di Cristo (Da Sweet Blood of Jesus), regia di Spike Lee (2014)
- Notte al museo - Il segreto del faraone (Night at the Museum: Secret of the Tomb), regia di Shawn Levy (2014)
- Buster's Mal Heart, regia di Sarah Adina Smith (2016)
- Papillon, regia di Michael Noer (2017)
- Bohemian Rhapsody, regia di Bryan Singer (2018)
- Fino all'ultimo indizio (The Little Things), regia di John Lee Hancock (2021)
- No Time to Die, regia di Cary Fukunaga (2021)
- Amsterdam, regia di David O. Russell (2022)
- Oppenheimer, regia di Christopher Nolan (2023)
- Operazione vendetta (The Amateur), regia di James Hawes (2025)

#### Televisione
- Una mamma per amica (Gilmore Girls) - serie TV, episodio 4x11 (2004)
- Over There - serie TV, episodi 1x02-1x03 (2005)
- The War at Home - serie TV, 21 episodi (2005–2007)
- Medium - serie TV, episodio 2x03 (2005)
- 24 - serie TV, episodi 8x09-8x10-8x11 (2010)
- The Pacific - serie TV, 6 episodi (2010)
- Alcatraz - serie TV, episodio 1x11 (2012)
- Believe - serie TV, episodio 1x01 (2014)
- Mr. Robot - serie TV, 44 episodi (2015-2019)

### Doppiaggio
- Tahno ne La leggenda di Korra - serie TV, episodi 1x05-1x06-1x07 (2012)
- Flip McVicker in BoJack Horseman - serie TV, episodi 4x10-4x12-stagione 5 (2017)
- Dolittle, regia di Stephen Gaghan (2020)

#### Videogiochi
- Halo 2 (2004)
- La leggenda di Korra (2014)
- Until Dawn (2015)

## Teatro
- The Credeaux Canvas di Keith Bunin. Elephant Theatre di Los Angeles (2007)
- Edipo re di Sofocle. Old Vic di Londra (2025)

## Riconoscimenti
- Premio Oscar
  - 2019 – Migliore attore per Bohemian Rhapsody
- Golden Globe
  - 2016 – Candidatura per il migliore attore in una serie drammatica per Mr. Robot
  - 2017 – Candidatura per il migliore attore in una serie drammatica per Mr. Robot
  - 2019 – Migliore attore in un film drammatico per Bohemian Rhapsody
  - 2020 – Candidatura per il migliore attore in una serie drammatica per Mr. Robot
- Premio BAFTA
  - 2019 – Migliore attore per Bohemian Rhapsody
- Premio Emmy
  - 2016 – Migliore attore protagonista per una serie drammatica per Mr. Robot
- Screen Actors Guild Award
  - 2016 – Candidatura per il migliore attore in una serie drammatica per Mr. Robot
  - 2019 – Migliore attore per Bohemian Rhapsody
  - 2024 – Miglior cast cinematografico per Oppenheimer

## Doppiatori italiani
Nelle versioni in italiano delle opere in cui ha recitato, Rami Malek è stato doppiato da:
- Flavio Aquilone in The Pacific, Mr. Robot, Amsterdam, Operazione vendetta
- Larry Kapust in Una notte al museo, Una notte al museo 2 - La fuga, Notte al museo - Il segreto del faraone
- Gabriele Lopez in The War at Home, The Twilight Saga: Breaking Dawn - Parte 2
- David Chevalier ne L'amore all'improvviso - Larry Crowne, Oppenheimer
- Davide Perino in The Master, Need for Speed
- Francesco Pezzulli in Alcatraz, No Time To Die
- Simone Veltroni in Una mamma per amica
- Davide Lepore in Over There
- Stefano Crescentini in Medium
- Paolo Vivio in 24
- Luca Mannocci in Senza santi in paradiso
- Davide Albano in Believe
- Marco Vivio in Papillon
- Stefano Sperduti in Bohemian Rhapsody
- Gabriele Sabatini in Fino all'ultimo indizio

Da doppiatore è sostituito da:
- Gianfranco Miranda ne La leggenda di Korra
- Paolo Maria Scalondro in BoJack Horseman
- Alessandro Rigotti in Until Dawn
- Flavio Aquilone in Dolittle